# Clea scalarina
Clea scalarina is een slakkensoort uit de familie van de Buccinidae. De wetenschappelijke naam van de soort is voor het eerst geldig gepubliceerd in 1876 door Deshayes in Deshayes & Jullien.